# The Greenhornes

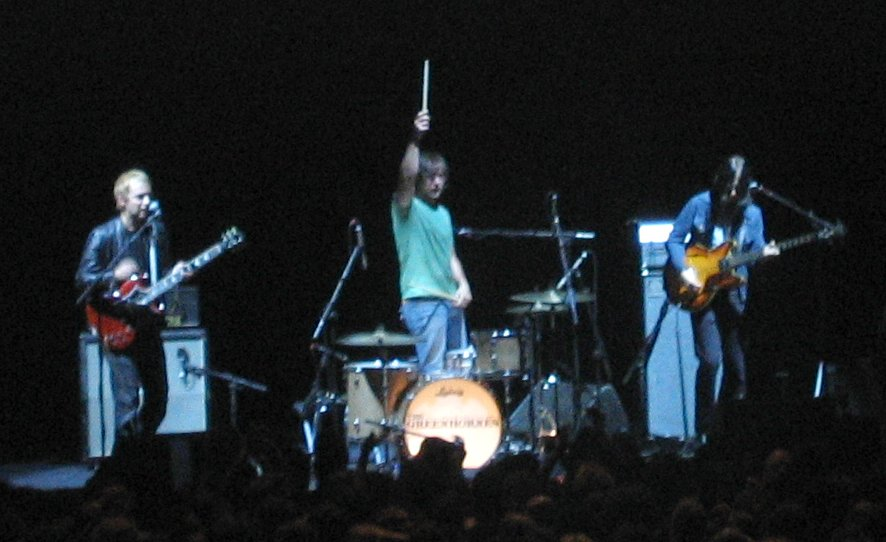
The Greenhornes.

The Greenhornes est un groupe de rock américain originaire de Cincinnati, dans l'Ohio. Fondé en 1996, il est composé de Craig Fox, Patrick Keeler et Jack Lawrence.
Leur musique, très caractéristique, s'inspire très ouvertement du rock anglais des années 1960, et de groupes comme les Kinks et les Yardbirds.
Le groupe a enregistré trois albums. Mais c'est 2005 que le groupe commence à se faire un nom grâce à la collaboration avec Brendan Benson le temps d'un EP, à l'utilisation du titre This Is An End dans le film Broken Flowers de Jim Jarmusch et à la sortie de leur premier best-of. Le groupe assure notamment les premières parties de leurs amis des White Stripes.
Le bassiste Jack Lawrence et le batteur Patrick Keeler font par ailleurs partie des Raconteurs avec Brendan Benson et Jack White.

## Membres
- Craig Fox : chant, guitare
- Patrick Keeler : batterie
- Jack Lawrence : basse

## Discographie

### Albums
- 1999 : Gun For You
- 2001 : The Greenhornes
- 2002 : Dual Mono
- 2005 : Sewed Soles
- 2010 : Four Stars

### EP
- 2005 : East Grand Blues

### Compilations
- 2005 : Sewed Soles